# LVG C.II
LVG C.II – niemiecki samolot rozpoznawczy i bombowy z okresu I wojny światowej. Zaprojektowany i zbudowany w zakładach lotniczych Luft-Verkehrs-Gesellschaft.

## Historia
Już początkowy okres działalności lotnictwa na frontach I wojny światowej wykazał nieprzydatność nieuzbrojonych maszyn rozpoznawczych, które łatwo padały łupem myśliwców nieprzyjaciela. Inżynier Franz Schneider opracował w 1915 roku nową konstrukcję oznaczoną jako LVG C.II, która była rozwinięciem dotychczas produkowanych samolotów LVG B.II i LVG C.I i była wyposażona w uzbrojenie obronne. W 1915 roku firma Luft-Verkehrs-Gesellschaft rozpoczęła jej seryjną produkcję. Liczba zamówień na potrzeby Luftstreitkräfte była na tyle duża, że produkcję prowadzono także poza wytwórnią macierzystą – w zakładach AGO Flugzeug-Werke i Otto-Werke Monachium.
Samolot trafił na wyposażenie jednostek walczących na froncie zachodnim, gdzie był używany do zadań wywiadowczych, rozpoznania fotograficznego oraz w roli lekkiego bombowca. Na tym samolocie, jako pierwszym w swej klasie, przeprowadzono 28 listopada 1916 roku skuteczny nalot na Londyn. W 1916 roku użytkowano ok. 250 egzemplarzy LVG C.I i LVG C.II. W trakcie działań wojennych był zastępowany nowszymi konstrukcjami i wycofywany z użycia bojowego. Samolot ten uważany był za trudny w pilotażu, wręcz niebezpieczny dla mało doświadczonych pilotów. Miał tendencję do przeciągnięcia w zakrętach, wpadał w korkociąg, z którego trudno było go wyprowadzić.

## Użycie w polskim lotnictwie
W oddziałach lotnictwa odrodzonego Wojska Polskiego znalazło się 14 egzemplarzy LVG C.II. 10 z nich zdobyto w Wielkopolsce, 3 na terenie Kongresówki i Małopolski, a jeden został zdobyty podczas działań wojennych na froncie wschodnim. Jeden egzemplarz został przyjęty na stan 12. eskadry wywiadowczej w Krakowie. Pięć egzemplarzy zostało przekazane do użytkowania w Wyższej Szkole Pilotów w Ławicy, gdzie używano ich jako samolotu przejściowego przed lotami na Breguet XIV. Z uwagi na trudności pilotażowe były używane sporadycznie, ostatnie używane egzemplarze skasowano w kwietniu 1921 roku. Jeden egzemplarz został w maju 1919 roku przebudowany w Centralnych Warsztatach Lotniczych w Warszawie na karawan.

## Konstrukcja

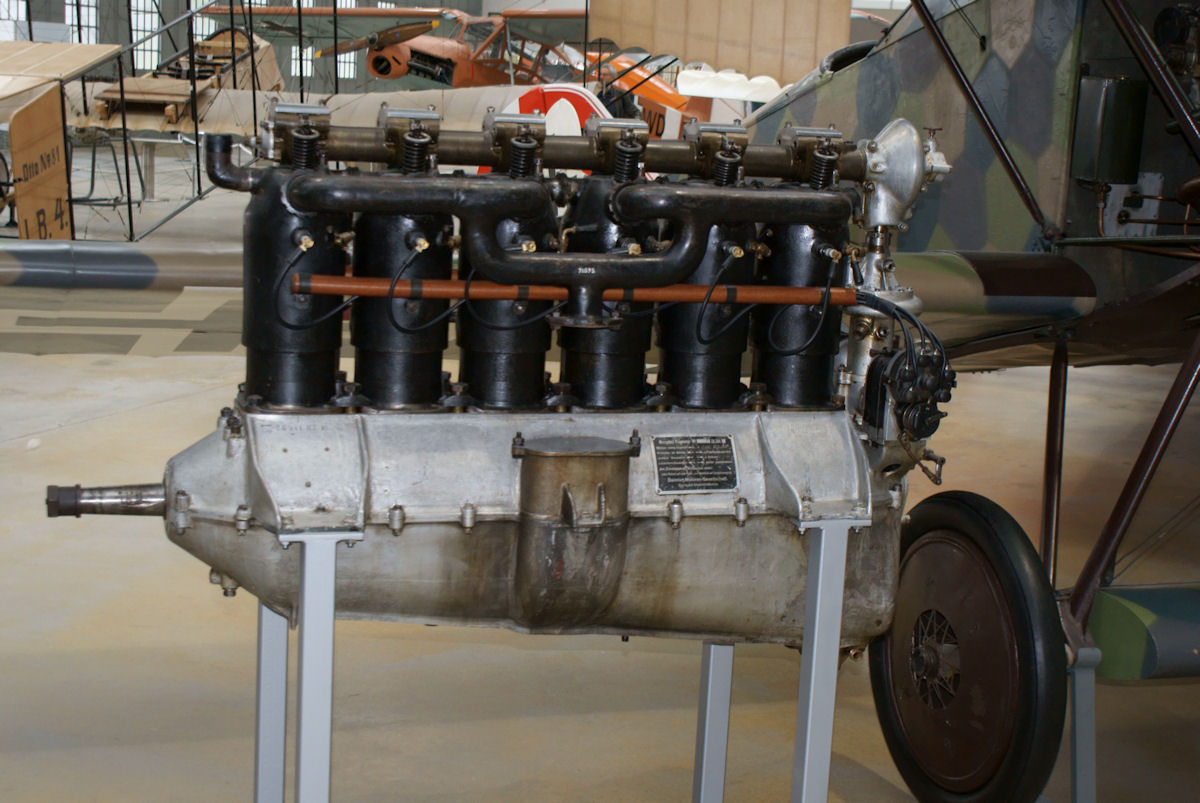
Silnik Mercedes D.III w zbiorach Flugwerft Schleissheim w Oberschleißheim

Jednosilnikowy, dwuosobowy dwupłat konstrukcji mieszanej.
Kadłub o przekroju prostokątnym, z podłużnic i poprzecznic jodłowych usztywnionych drutem, i pokryty w okolicach silnika blachą aluminiową, do kabiny obserwatora sklejką, w dalszej części płótnem. Kabina załogi odkryta. W kadłubie mieścił się też główny zbiornik paliwa.
Skrzydła dwudźwigarowe, dwudzielne, kryte płótnem. Komora płatów dwuprzęsłowa, usztywniona słupkami i naciągami z linek. Lotki tylko na płacie górnym, napęd lotek linkowy. Pod górnym lewym płatem znajdował się dodatkowy (opadowy) zbiornik paliwa.
Usterzenie o szkielecie spawanym z rur stalowych, pokryte płótnem. Statecznik poziomy podparty zastrzałem, dwudzielny.
Podwozie trójpunktowe z płozą ogonową. Golenie główne amortyzowane sprężynowo.
Napęd – sześciocylindrowy silnik rzędowy Mercedes D.III o mocy 160 KM (118 kW), chłodzony wodą. Chłodnica silnika była umieszczona w centralnej części górnego płata.
Uzbrojenie – pojedynczy karabin maszynowy obserwatora z zapasem 500 sztuk amunicji oraz 80 kg bomb. Egzemplarze używane podczas I wojny światowej wyposażano w jednostkach frontowych w dodatkowy, obsługiwany przez pilota, stały karabin maszynowy Spandau.